# Нил Керамевс
Нил Керамевс или Керамей (ум. 1388) — константинопольский патриарх (1380—1388).

## Биография
В 1354 году Нил стал монахом монастыря Харсианит в Константинополе, где впоследствии был избран настоятелем.
Предшественником его на патриаршем престоле в 1376–1379 годах был Макарий. В 1379 году, когда император Андроник Палеолог потерял трон, патриарх Макарий был низложен.  Когда в феврале 1379 года митрополит Киприан отправился  в Константинополь бороться за киевскую митрополию, в апреле-мае 1379 года он стал свидетелем происходившего в столице империи нового переворота, а также участником собора, осудившего и низложившего патриарха Макария. 
В 1380 году Нил был возведен в сан патриарха. Он выступал за мир между Иоанном V и его сыном Андроником IV из Палеологов на фоне драматических событий: турки уже оккупировали Анатолию за пределами Понта и расширялись на Балканы, в то время как Византийская империя максимально сжалась. 
Он был учёным, красноречивым оратором и боролся за верное соблюдение церковных правил. Он был известен своими антилатинскими позициями. Сохранилось письмо от него папе Урбану VI, в котором он заявляет, что заинтересован в воссоединении Церквей, но делать это нужно правильным образом. В 1380-82 Нил признал за Иоанном V право императорского вмешательства в церковные дела, особенно в выборы патриарха. Это решение было ратифицировано Синодом. 
1 февраля 1388 года патриарх Нил умер в Константинополе. После его кончины на престол патриархом ненадолго стал Антоний IV,  затем на престол вернулся предшественник Нила Макарий, второй раз правивший в 1390–1391 годах, затем снова Антоний IV. 

## Борьба за киевскую митрополию
Патриарх Нил был фигурой арбитра в церковном кризисе, разгоревшемся на Руси в 1379—1389 годы, когда место поочередно и одновременно занимали Митяй, Пимен, Киприан и Дионисий, некоторые из которых утверждались патриархией, а другие подвергались суду.

## Труды
Руке патриарха Нила принадлежит несколько трудов. Его главный труд — это сборник праздничных гомилий (проповедей). Будучи верным учеником Григория Паламы, он также составил последнему похвальное слово. Кроме этого Нилу Керамевсу принадлежит ещё несколько трудов:
1. «Краткое рассуждение об антиминсе»
2. «Нравственное наставление братии мон. Харсианита»
3. «Похвальное слово исповеднику Анфиму, архиеископу Критскому»